# XHPAPA-FM
XHPAPA-FM là đài phát thanh phi thương mại trên tần số 90.3 FM tại Papantla de Olarte, Veracruz. Nó thuộc sở hữu của El Aprendizaje Es Para Todos, AC, và là một phần của mạng lưới các trạm cấp phép Radio Voces de Veracruz ở phía bắc Veracruz, hoạt động như La Voz del Totonacapan.

## Lịch sử
XHPAPA đã được cho phép vào ngày 1 tháng 8 năm 2012.